# H 43 Lund
H 43 Lund ist ein schwedischer Handballverein in Lund.
Der Verein wurde am 1. Oktober 1943 in einer Konditorei vom Lehrer Yngve Wallmer gegründet. Das erste Spiel gegen Eslöv gewann H 43 Lund mit 4:3.
Der Verein betreibt Frauen- und Herren-Mannschaften. Die Frauen-Mannschaft spielt in einer Spielgemeinschaft mit Lundagård unter dem Namen H43 Lundagård. Die Heimspiele werden in der 3000 Zuschauer fassenden Färs & Frosta Sparbank Arena ausgetragen.
Die Herren-Mannschaft spielte bis einschließlich der Saison 2011/2012 in der Elitserien i handboll för herrar und stieg zum Saisonende in die Allsvenskan ab, kehrte jedoch nach einem Jahr Abstinenz wieder in die Elitserien zurück. Im Dezember 2014 müsste H 43 Lund Insolvenz anmelden, wodurch die Männermannschaft vom Spielbetrieb der Elitserien zurückgezogen wurde. Die Frauen-Mannschaft trat ebenfalls in der Elitserien i handboll för damer an.
H 43 Lund stellte bei den Männern bis 2014 siebenmal den Torschützenkönig der Elitserien:
- Stefan Sivnert 1983
- Zoran Roganović 2006, 2009, 2010, 2011, 2012 und 2014

## Bekannte ehemalige Spieler
- Olof Ask
- Tomas Axnér
- Christoph Edelmüller
- Jesper Larsson
- Anton Månsson
- Andreas Palicka
- Jonas Persson
- Sasa Todosijevic